# NHK総合テレビ八雲・森中継局
NHK総合テレビ八雲・森中継局（エヌエイチケイそうごうテレビやくも・もりちゅうけいきょく）は、北海道二海郡八雲町及び茅部郡森町にかつて存在したNHK函館放送局総合テレビの中継局である。なお、正しい名称はNHK森町テレビ中継局及びNHK八雲テレビ中継局であるが、ここでは“便宜上”「NHK総合テレビ八雲･森中継局」として記述する。

## 概要
当中継局のある八雲町及び森町は、地理的に室蘭市の室蘭送信所からの電波が受信されているが、渡島支庁のエリアである両町に向けNHK函館放送局が、総合テレビのみ中継局を設置していた。

### 地上デジタルテレビジョン放送について
地上デジタルテレビジョン放送の中継局は、当地には設置されず、室蘭市の測量山に渡島デジタル中継局を設置して、当中継局のエリアをカバーすることとなった。これにより、アナログテレビではNHK函館放送局のローカル放送をカバーできなかった長万部町でも受信可能となった。また、教育テレビと在札民放テレビ局については、札幌送信所以外は全て中継局扱いのため、同じ測量山にある室蘭デジタル送信所・中継局の送信エリアとなる。

## 中継局概要
| チャンネル | 放送局名 中継局名       | 空中線 電力       | ERP                | 放送対象地域          | 放送区域 内世帯数 |
| ---------- | ----------------------- | ----------------- | ------------------ | --------------------- | ----------------- |
| 43         | NHK 函館総合 森中継局   | 映像1W/ 音声250mW | 映像66W /音声16.5W | 道南圏 （渡島・檜山） | 不明              |
| 61         | NHK 函館総合 八雲中継局 | 映像3W/ 音声750mW | 映像56W /音声14W   | 道南圏 （渡島・檜山） | 不明              |

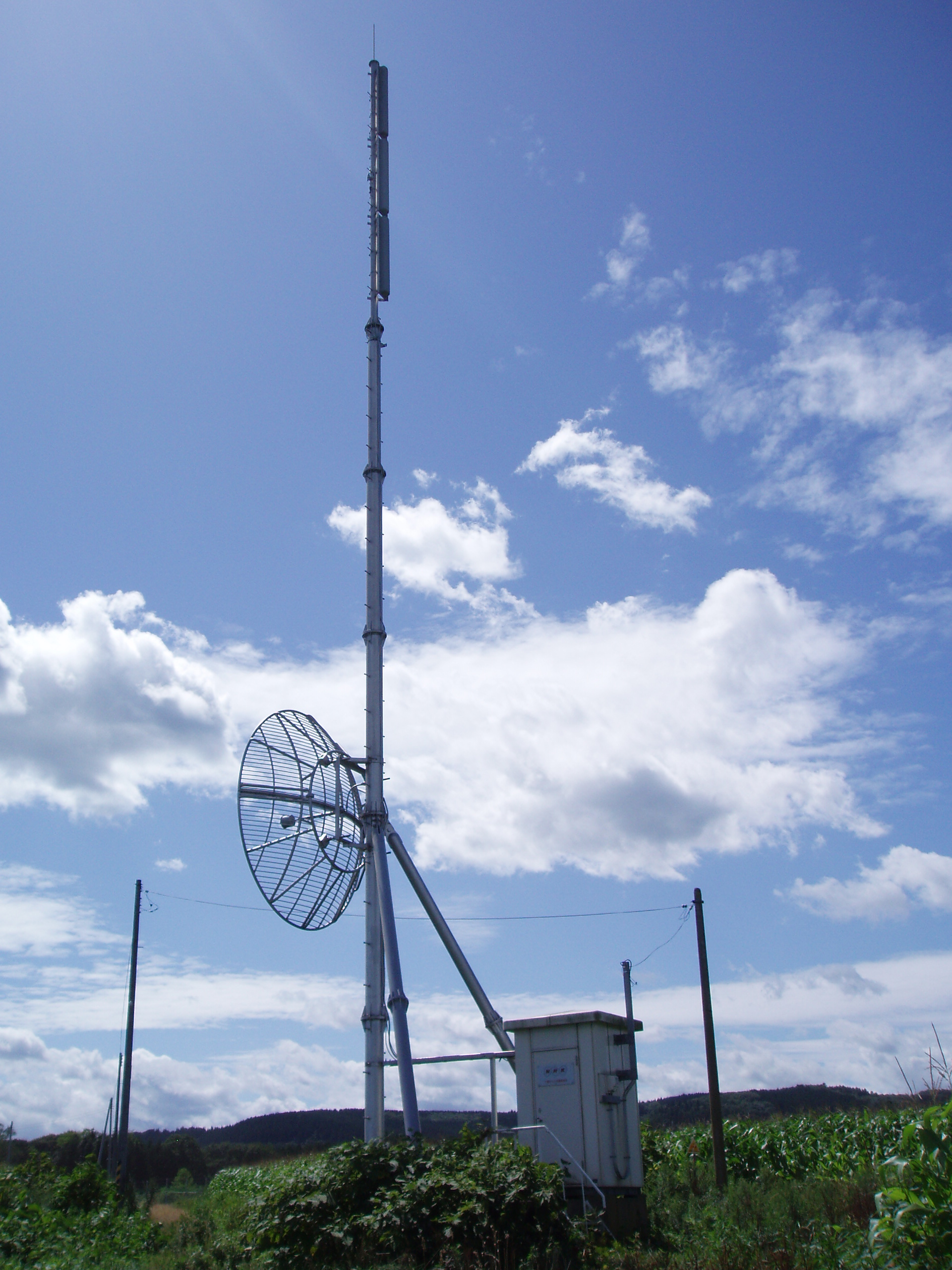
八雲中継局（NHK）

上記2局は、地上デジタルテレビジョン放送が渡島中継局でカバーされ、非該当となったため、2011年7月24日の停波をもって運用を終え、廃局となった。

### 中継局置局住所
- 森中継局…茅部郡森町尾白内町の尾白内南方高地。受信元は大沼中継局。
- 八雲中継局…二海郡八雲町野田生字一区のJR函館本線野田生駅西方高地。受信元は森中継局。